# 낭주 최씨
낭주 최씨(朗州崔氏)는 전라남도 영암군을 본관으로 하는 한국의 성씨이다.

## 역사
낭주 최씨의 시조 최지몽은 흔(昕)의 아들이다.  최흔(崔昕)은 신라 효공왕(재위 897~912) 때 전라도 낭주(영암)의 토착세력이었다고 한다. 문중의 추정에 따르면 최흔은 본래 최씨가 아니고, 아들이 고려 태조에게 최지몽(崔知夢)이라는 이름을 하사 받았기 때문에 최흔으로 기록되었다고 한다. 최지몽(崔知夢)은 고려 태조가 후삼국 통일할 것을 예지하여 최지몽(崔知夢)이란 이름을 하사받았고, 고려 개국공신이 되었다. 후손 최안우(崔安雨)는 고려가 망하자 조선을 반대한다는 의미에서 벼슬을 버리고 전라도 나주군 봉황면 만봉리 도성산(道成山)으로 들어가 은둔하였다. 그러나 최흔 이후의 계대가 확실치 않아 고려 말 전객령(典客令)을 지낸 최희소(崔希沼)를 중조로 하여 세계를 잇고 있다. 문중에 따르면 경주 최씨와는 무관하다고 한다. 

## 본관 연혁
낭주(朗州)는 전라남도 영암(靈巖)의 옛 이름으로 삼한시대 마한의 영토였다가 삼국시대에는 백제에 속하였고 월내군(月奈郡)이라 불렸다. 758년(신라 경덕왕 17)에 영암군(靈巖郡)이 되었다. 995년(고려 성종 14)에 낭주군(朗州郡)이라 개칭하였고 안남도호부를 설치하였다가, 1018년(현종 9)에 낭주 안남도호부를 폐지하였고, 영암군(靈巖郡)으로 복칭되었다.1979년에는 영암면이 영암읍으로 승격되었고, 2003년에는 삼호면이 삼호읍으로 승격되었다. 

## 분파
- 봉직공파
- 현령공파
- 녹사공파
- 찰방공파
- 함안파

## 인구
- 2000년: 14,264명[1]
- 2015년: 17,205명

## 집성촌
- 경기도 옹진군
- 전라남도 나주군
- 전라남도 영암군
- 전라남도 보성군
- 전라북도 정읍시

## 인물
- 최기준[2]
- 최규보[3]
- 최규창[4]
- 최몽안[5]
- 최상헌
- 최안우
- 최운
- 최지몽
- 최병욱[6]
- 최창구
- 최창룡
- 최치호[7]
- 최희소[8]